# Kokomo Arnold
Kokomo Arnold (eigentlich James Arnold; * 15. Februar 1901 in Lovejoy, Georgia; † 8. November 1968 in Chicago, Illinois) war ein US-amerikanischer Blues-Musiker, der vor allem durch sein schnelles Gitarrenspiel mit dem Bottleneck bekannt wurde.

## Leben
Die Grundlagen des Gitarrenspiels hatte der in Lovejoys Station geborene James „Kokomo“ Arnold noch in Georgia von seinem Cousin John Wiggs erlernt, unter anderem 1911 das Spiel mit dem Bottleneck. Seinen Spitznamen „Kokomo“ erhielt er von einer ihn verehrenden Drugstore-Mitarbeiterin, die dort eine gleichnamige Kaffeesorte verkaufte. Nach seinem Umzug nach Norden begann er in den 1920ern neben seinen Jobs, z. B. als Farmarbeiter in Buffalo oder als Stahlarbeiter in Pittsburgh, als Unterhaltungsmusiker zu spielen. 1929 ging er nach Chicago, wo er seinen Lebensunterhalt hauptsächlich als ‚Bootlegger‘ (illegales Vertreiben von schwarz gebrannten Alkoholika während der Prohibition) verdiente.

Kokomo Arnold - Milk Cow Blues

Am 17. Mai 1930 entstanden in Memphis unter dem Namen Gitfiddle Jim seine ersten Aufnahmen, Rainy Night Blues und Paddlin' Madeline Blues für RCA-Victor; sein Debüt verkaufte sich jedoch nur schwach. Danach zog er wieder nach Chicago. Nach einer vier Jahre dauernden Aufnahmepause nahm er zwischen 1934 und 1938 insgesamt 88 Titel für Decca Records auf und war zusammen mit Peetie Wheatstraw und Amos Easton einer der führenden Musiker des Chicago Blues. Hier erhielt er 1934 auch seinen Kosenamen, nachdem er den Song Old Original Kokomo Blues (ursprünglich von Scrapper Blackwell) aufgenommen hatte. Der nach einer Kaffeemarke benannte Titel entstand mit 3 weiteren Titeln am 10. September 1934. Hierunter befand sich auch der inzwischen zum Klassiker gewordene Milk Cow Blues, der als A-Seite von Arnolds erster Decca-Single #7026 ausgewählt wurde.
Arnold beeinflusste insbesondere Robert Johnson, der Old Original Kokomo Blues in Sweet Home Chicago umarbeitete, während aus dem Milk Cow Blues der Milkcow Blues Boogie wurde, den Elvis Presley am 10. Dezember 1954 aufnahm. Vom berühmtesten Song seines Repertoires, dem Milk Cow Blues, spielte Arnold noch 4 weitere nummerierte Versionen ein. Am 18. April 1935 entstand Busy Bootin' / Southern Railroad Blues (Decca #7139), dessen A-Seite später als Vorlage für Little Richards Keep A-Knockin im September 1957 diente und zu dessen sechstem Millionenseller wurde.
Bereits im Jahre 1938 zog sich Kokomo Arnold nach Streitigkeiten mit dem Decca-Produzenten Mayo Williams aus dem Musikgeschäft zurück. Seine letzte Aufnahmesession fand am 12. Mai 1938 statt, wo als letzte Single Going Down In Gallilee / Something's Hot (Decca #7485) entstand. Erst 1962 wurde er wiederentdeckt, konnte sich aber für das Blues-Revival vor weißem Publikum nicht begeistern. Er starb 1968 in Chicago an einem Herzinfarkt und wurde in Alsip, Illinois, beigesetzt.
Arnold war ein (linkshändiger) Meister auf der Slide-Gitarre. Eines der hervorstechendsten Merkmale seines Spiels ist sein für einen Slidegitarristen ungewöhnlich hohes Tempo. Auf einigen Stücken scheint sein – gelegentlich im Falsett ausgeführter – Gesang der Gitarre mit ihrem Stil, der von hohem Wiedererkennungswert geprägt ist, kaum folgen zu können.

## Coverversionen
Sein berühmtester Song Milk Cow Blues wurde 47 mal gecovert. Erste Versionen erschienen bereits am 13. Februar 1935 von Pinewood Tom und am 27. Februar 1935 von Bumble Bee Slim. Die Version, die wohl Elvis Presley inspiriert hatte, stammte von Johnny Lee Wills & His Boys (aufgenommen am 28. April 1941), wonach dessen Bruder Bob Wills & His Texas Playboys (20. Mai 1946) folgte. Neben Elvis Presley stammt eine weitere Rock-&-Roll-Fassung dieses Blues von Eddie Cochran (5. Januar 1962). Die Version der Kinks vom 10. August 1965 basiert nicht auf Arnolds Song, sondern auf einer völlig anderen Komposition, dem Milk Cow Blues von Sleepy John Estes, der am 13. Mai 1930 entstanden war.

## Diskographie
- 1991 Complete Recorded Works, Vols. 1-4           Document
- 1994 Complete Recorded Works, Vol. 1 (1930-1935)  Document
- 1994 Complete Recorded Works, Vol. 2 (1935-1936)   Document
- 1994 Complete Recorded Works, Vol. 3 (1936-1937)  Document
- 1994 Complete Recorded Works, Vol. 4 (1937-1938)  Document
- 1997 Blues Classics, Vol. 1   Blues Classics
- 1998 Original Kokomo Blues 1934-1938   EPM
- 1999 Old Original Kokomo Blues    Catfish
- 2000 King of the Bottleneck Guitar (1934-1937)   Black And Blue
- 2001 Kokomo Arnold: The Essential   Classic Blues
- 2002 Old Original Kokomo Blues    P-Vine Records
- 2003  Old Original Kokomo Blues Vol. 2 P-Vine Records
- 2004 The Story of the Blues   Membran Music Ltd.
- 2004  Essential Kokomo Arnold Classic Blues
- Blues Classics by Kokomo Arnold & Peetie Wheatstraw   Blues Classics
- Bottleneck Guitar Trendsetters of the 1930's   Yazoo
- Kokomo Arnold   Blues Interactions
- Midnight Blues   History[3]